# ستيف (ماينكرافت)
ستيف (ماينكرافت) (بالإنجليزية: Steve) هو شخصية خيالية في ماينكرافت والشخصية الرئيسية والأساسية فيها، أبتكره ماركوس بيرسون، ويعد أهم شخصية في اللعبة وأحدى الشخصيات التي يمكن أن يلعب بها اللاعبون في ماينكرافت إلى جانب أليكس.